# União Agrícola Barbarense FC
Der União Agrícola Barbarense Futebol Clube, allgemein União Barbarense genannt, ist ein Fußballverein aus Santa Bárbara d'Oeste, im brasilianischen Bundesstaat São Paulo.

## Geschichte
União Barbarense wurde am 22. November 1914 als União Foot-Ball Club gegründet. 1918 erfolgte die erste Umbenennung des Klubs in Athlético Barbarense Foot-Ball Club und im Jahr darauf die nächste. Der neue Name lautete Sport Club Athlético Barbarense. Im Jahr 1920 fusionierte der Verein mit dem 7 de Setembro da Fazenda São Pedro und änderte erneut seinen Namen in Sport Club União Agrícola Barbarense. Noch im selben Jahr nahm der Klub seinen heutigen Namen an.
Bereits sieben Jahre nach der Gründung, am 22. Mai 1921, wurde das eigene Stadion, das Estádio Antônio Lins Ribeiro Guimarães eingeweiht. Im selben Jahr schloss sich der Klub dem Associação Paulista de Esportes Atléticos, einem der um die Zeit konkurrierenden Sportverbände, in der Region von São Paulo an. 1941 wechselte der Klub zum Federação Paulista de Futebol (FPF). 1956 zog sich der Klub aus dem Verband zurück und trat nur noch in einer regionalen Amateurliga, der Liga Barbarense de Futebol, an.
1964 schloss sich der União Barbarense wieder dem FPF mit einer Profifußballmannschaft an, um an deren Staatsmeisterschaft von São Paulo teilzunehmen. In deren obersten Spielklasse kam der Klub 1968 an. In der Staatsmeisterschaft zeigte der Klub schwankte Leistungen und trat bislang am häufigsten in deren zweiten Liga an, spielt aktuell nur in der vierten Liga.
Besonderheiten in der Klubgeschichte waren die Teilnahmen an nationalen Meisterschaften. Die erste war die Austragung der Série C 2000. Die Copa João Havelange war die 44. Spielzeit der höchsten brasilianischen Fußballliga, der Série A. Die Meisterschaft wurde nicht vom nationalen Verband CBF ausgerichtet, sondern vom Clube dos 13. Diese teilten die 114 Teilnehmer in vier Gruppen ein. Wobei die 54 Klubs der Série C in die grüne und die weiße Gruppe kamen. Es war geplant, dass diese inoffizielle Série C die Aufsteiger in die Série B 2001 ermitteln. Der CBF wich aber später von dieser Planung ab. União Barbarense fand sich in der Gruppe G des weißen Moduls wieder. Am Ende der Gruppenphase fand sich der Klub auf dem letzten Platz wieder. Nach zwölf Spielen standen nur zwei Siege und drei Unentschieden als positiv Bilanz zu Buche (12:19 Tore).
In der Série C trat der Klub 2003 und 2004 an. 2003 wurde der Klub 32. der 93 Teilnehmer und konnte in der Saison darauf die Meisterschaft feiern und damit den Aufstieg in die Série B 2005. 2004 gab União Barbarense sein Debüt im Copa do Brasil, dem nationalen Pokalwettbewerb. Für den Copa do Brasil 2004 nahm man als siebter der Staatsmeisterschaft von 2003 teil. In der ersten Runde war der CE Nova Esperança der Gegner. Nach 0:1 und 1:0 in beiden Spielen, fiel die Entscheidung im Elfmeterschießen, in welchem der Klub mit 1:4 unterlag. In der Série B 2005 erreichte der Klub in der ersten Runde nach 21 Spielen den 20. Platz bei 22 Teilnehmern und belegte damit einen der sechs Abstiegsplätze (sechs Siege, sechs Unentschieden, neun Niederlagen, 20:24 Tore). Im Jahr darauf verlief die Série C 2006 enttäuschend, man schied in der ersten Runde aus.

## Teilnahme an Fußballwettbewerben
| Wettbewerb                   | Teilnahmen                                                              |
| ---------------------------- | ----------------------------------------------------------------------- |
| Copa do Brasil               | 2004                                                                    |
| Série B                      | 2005                                                                    |
| Série C                      | 2000, 2003–2004, 2006                                                   |
| Staatsmeisterschaft Série A  | 8× – 1999–2005, 2013                                                    |
| Staatsmeisterschaft Série A2 | 31× – 1968–1976, 1980–1986, 1991–1993, 1998, 2006, 2009–2012, 2014–2017 |
| Staatsmeisterschaft Série A3 | 10× – 1967, 1988–1990, 1994, 1996–1997, 2007–2008, 2018, 2026           |
| Staatsmeisterschaft Série A4 | 8× – 1964–1966, 2019–2020, 2023–2025                                    |
| Staatsmeisterschaft Série A5 | 1979                                                                    |
| Staatspokal                  | 2001, 2004, 2007, 2009–2011, 2013–2015                                  |

## Erfolge
- Staatspokal von São Paulo Finalist: 2001
- Série C: 2004

## Frauenfußball
Für União Barbarense trat auch eine Damenmannschaft an. Ein Bestand dieser Mannschaft ist nicht nachgewiesen. 1988 wurde diese Meister in der zweiten Liga der Staatsmeisterschaft.